# آستون وب
 آستون وب (انگلیسی: Aston Webb؛ ۲۲ مهٔ ۱۸۴۹ – ۲۱ اوت ۱۹۳۰) یک معمار اهل بریتانیا بود. 
وی همچنین برنده جوایزی همچون مدال طلای ای‌آی‌ای شده است.

## نگارخانه

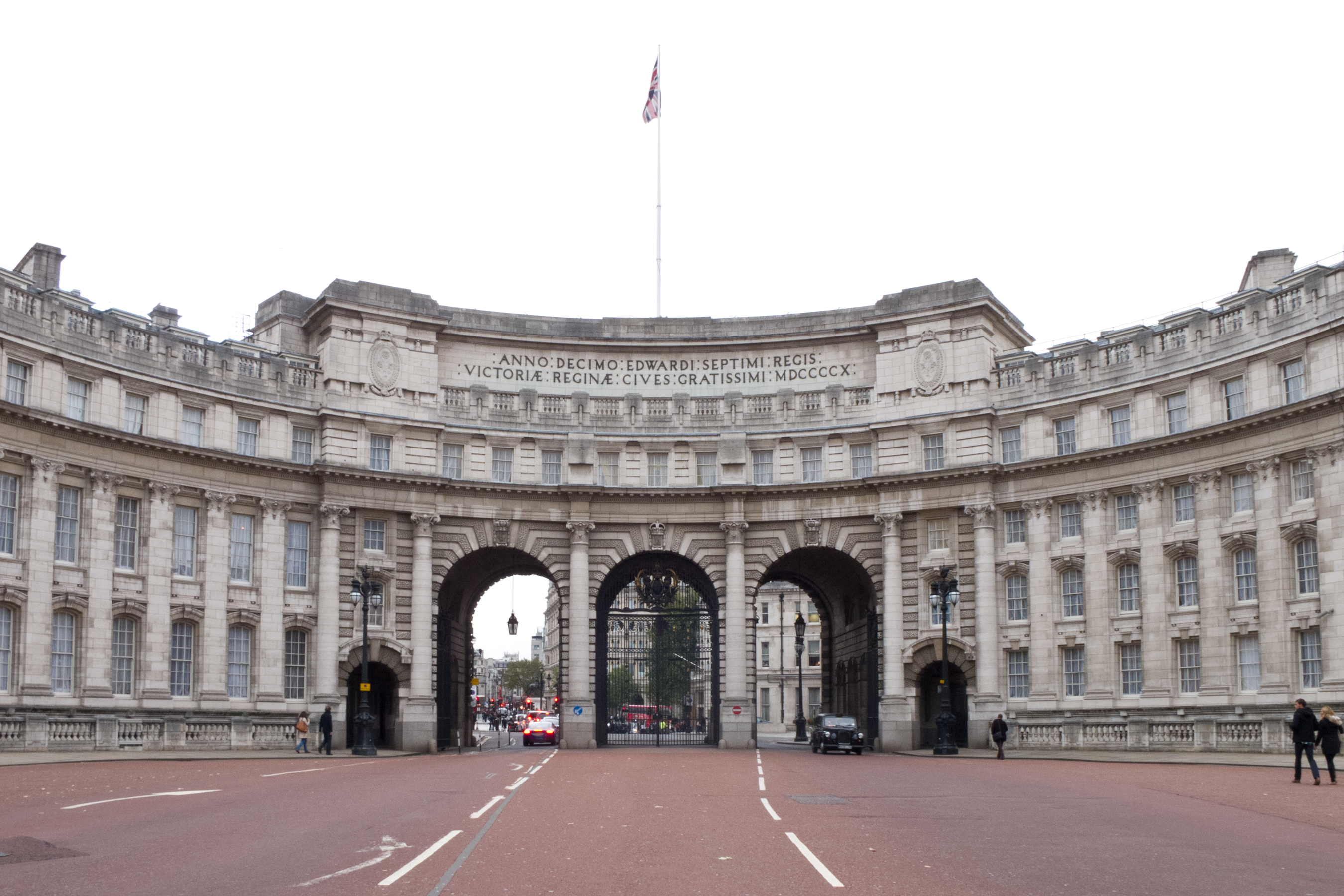
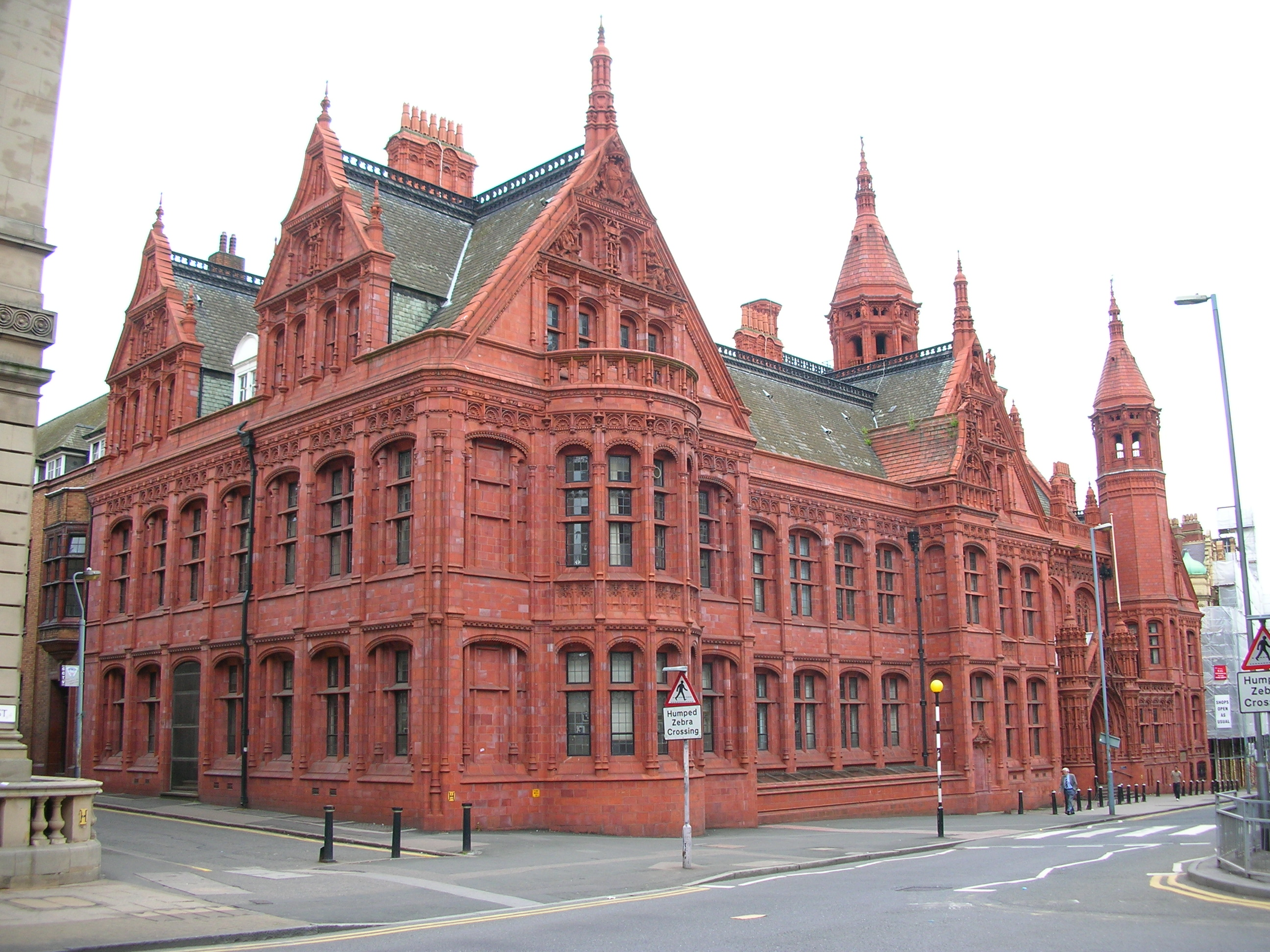
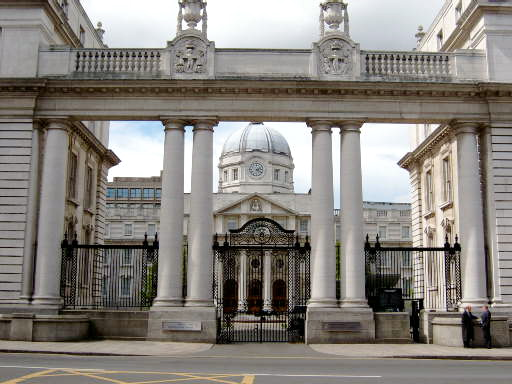
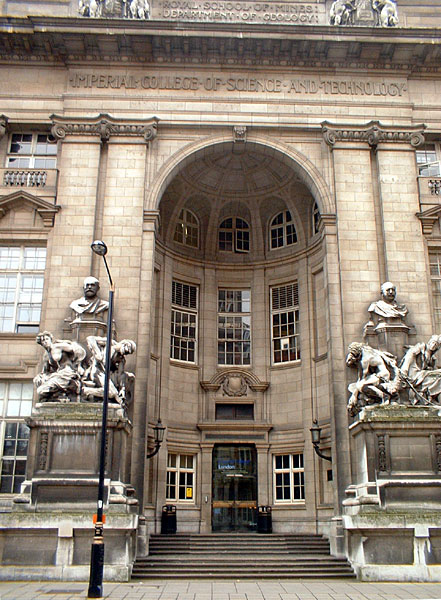
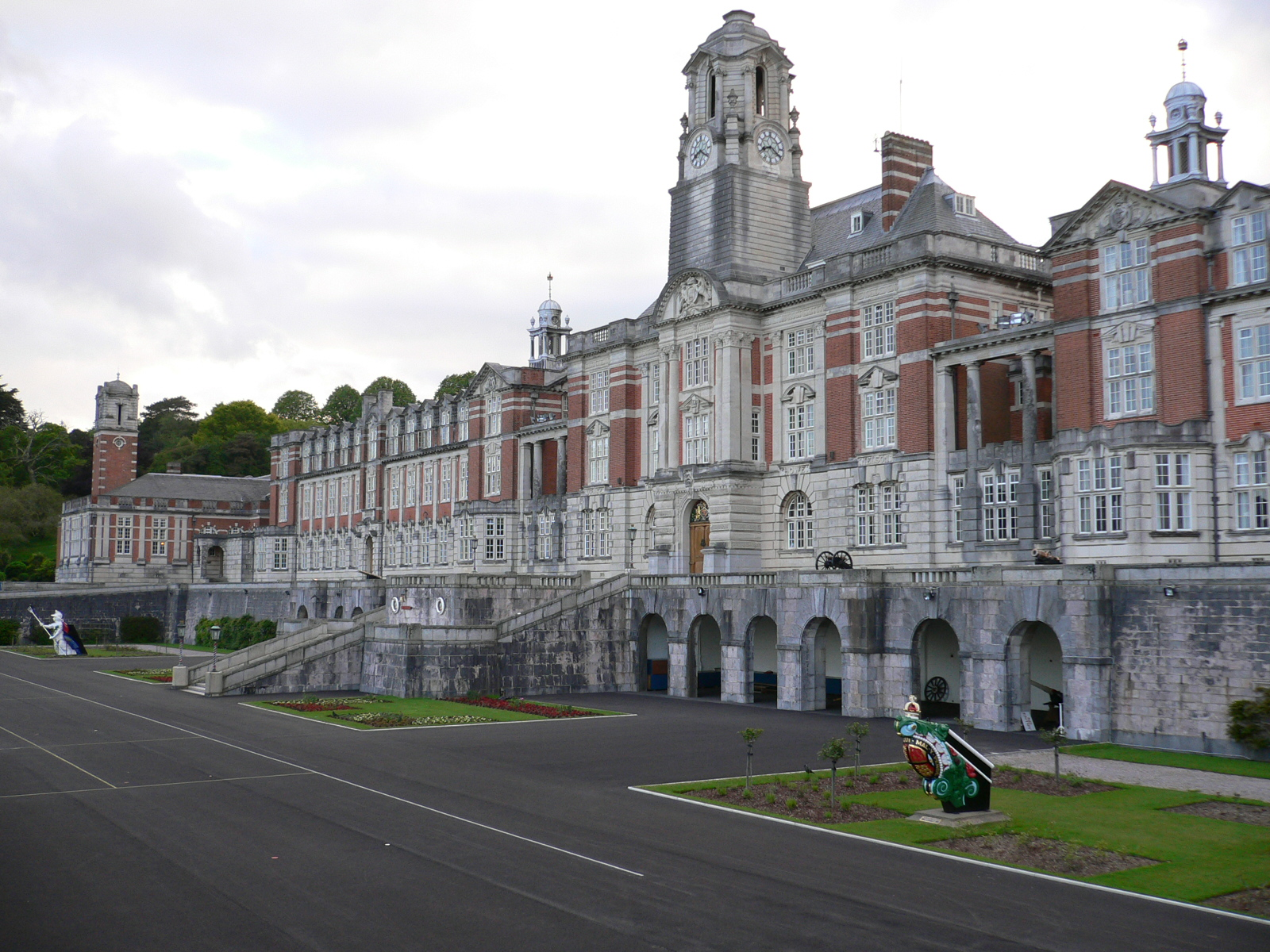
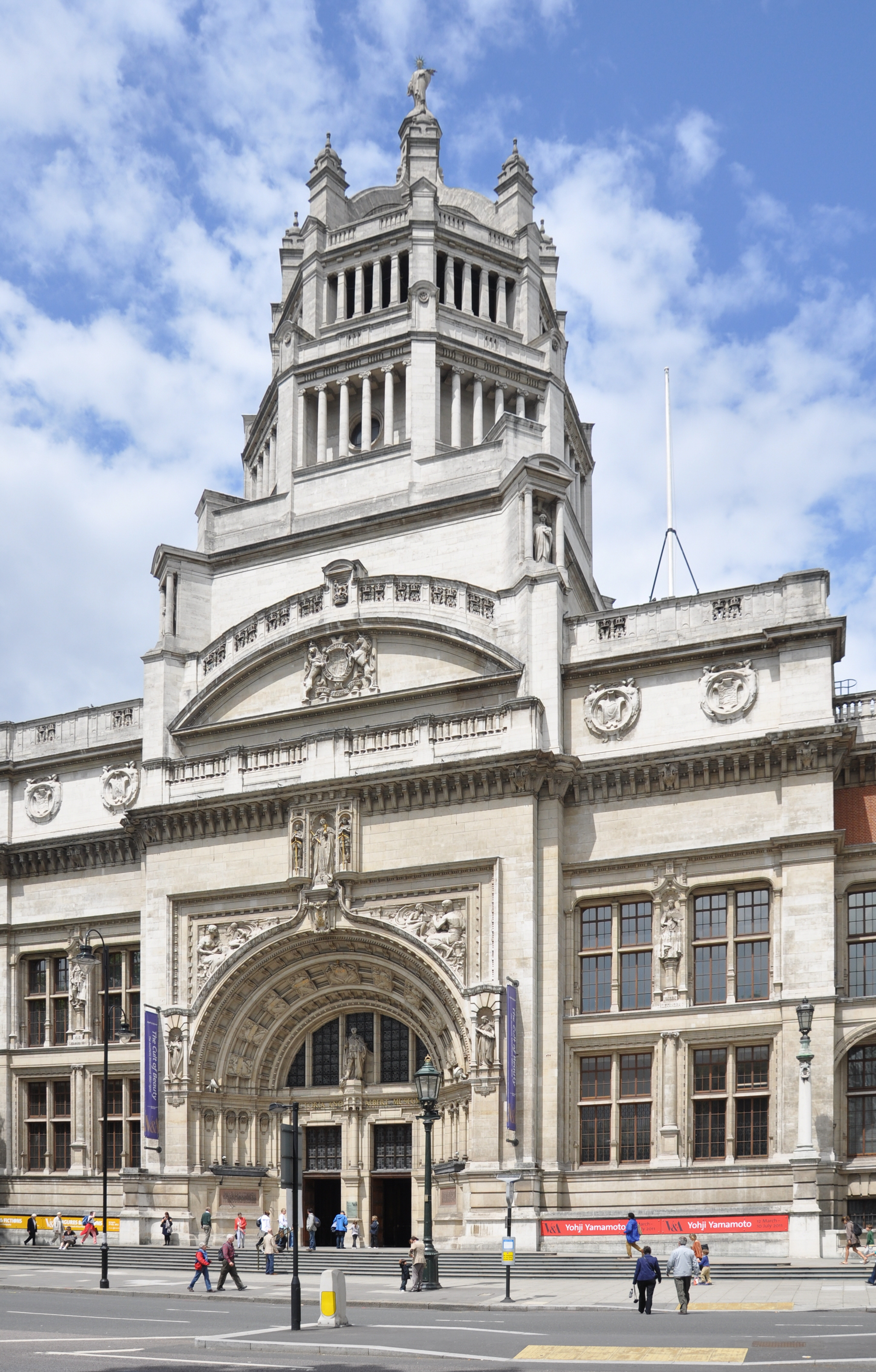
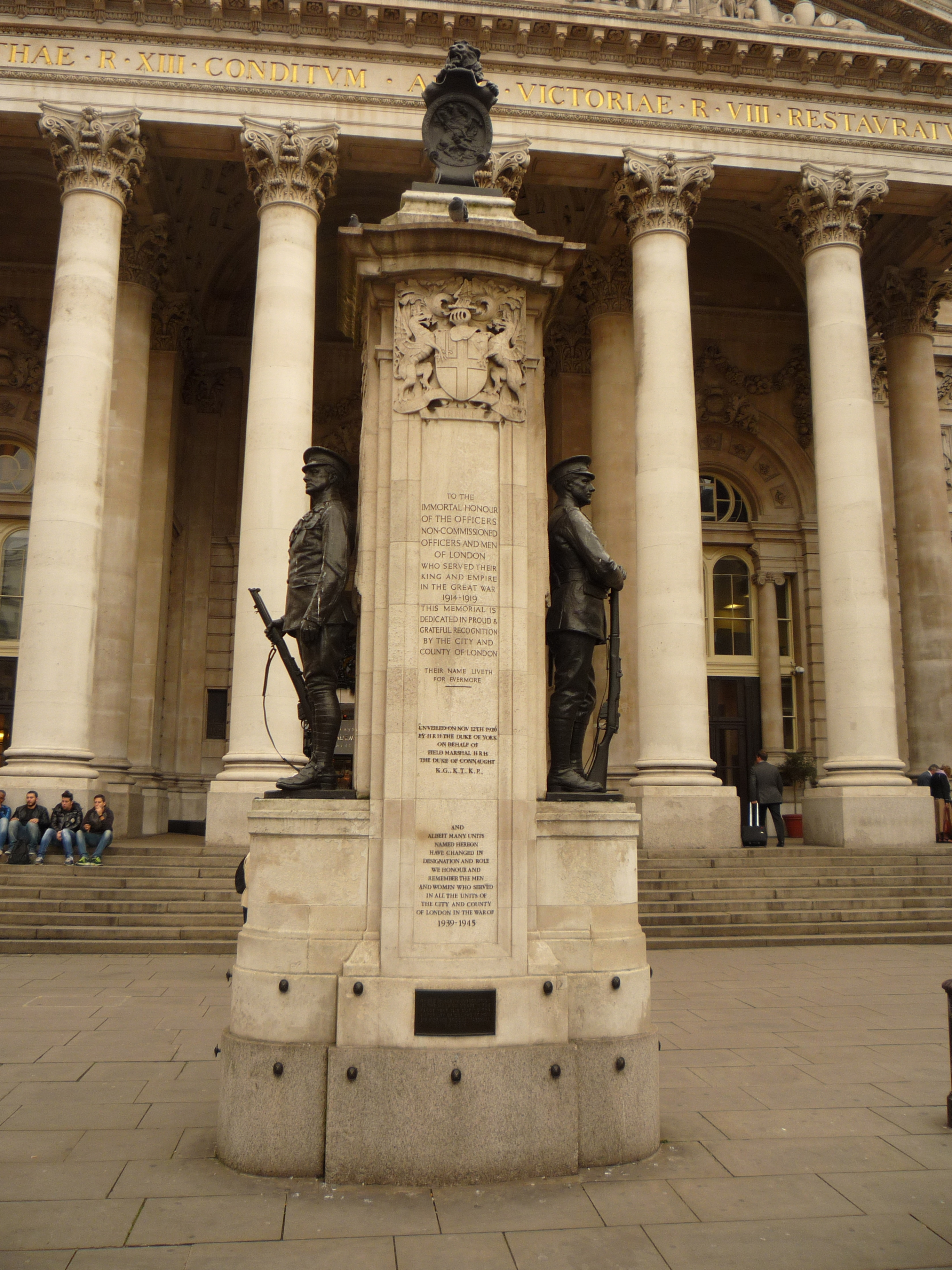
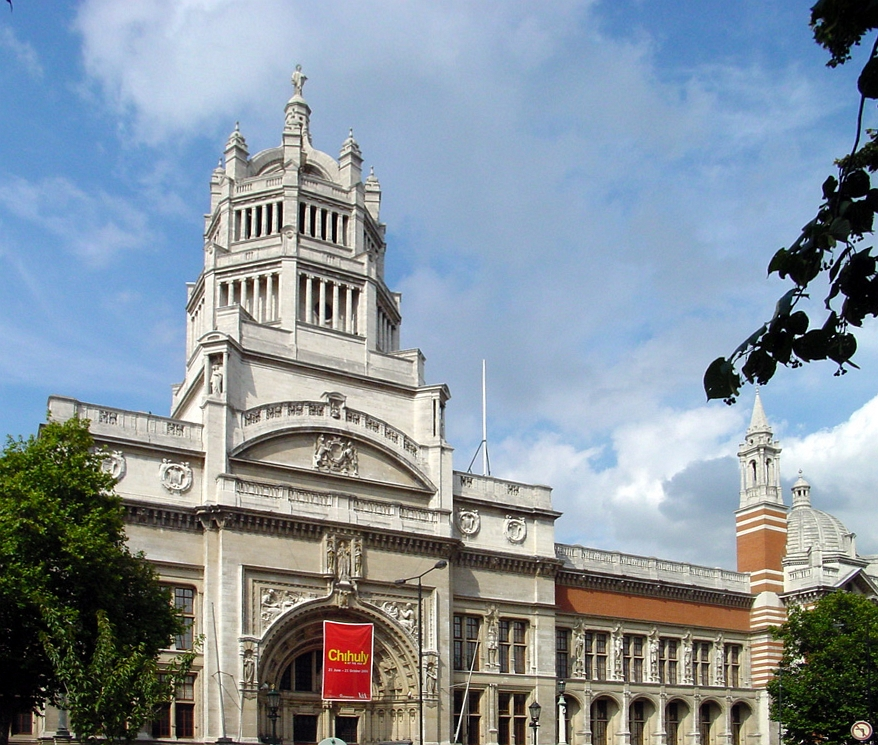
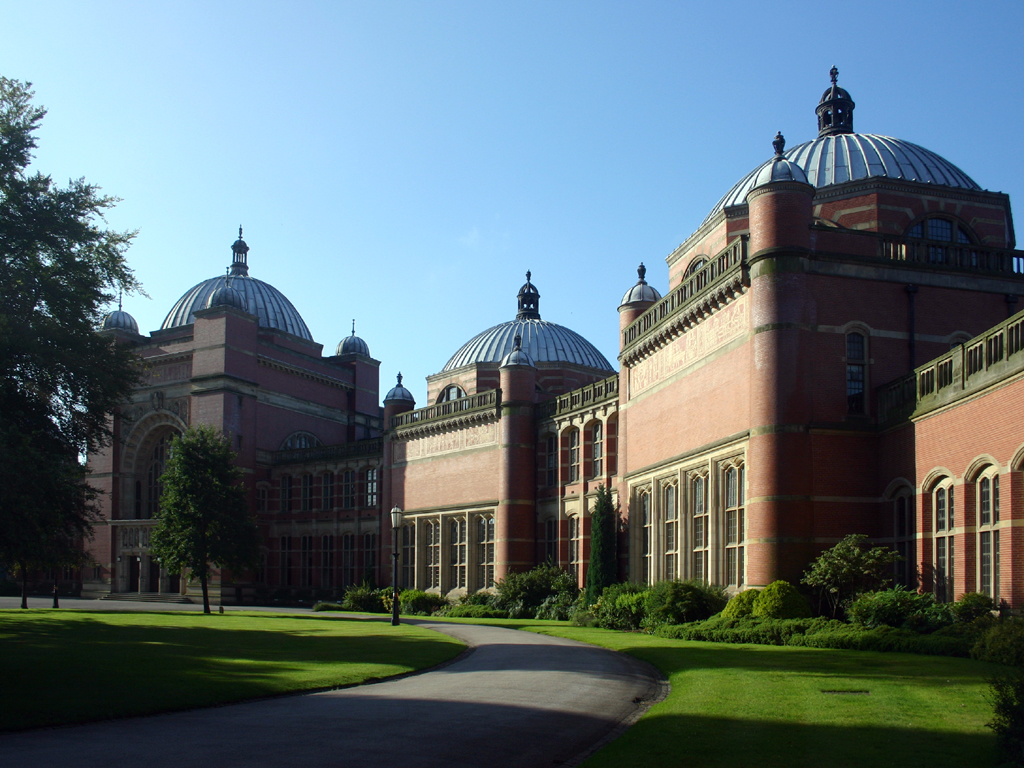
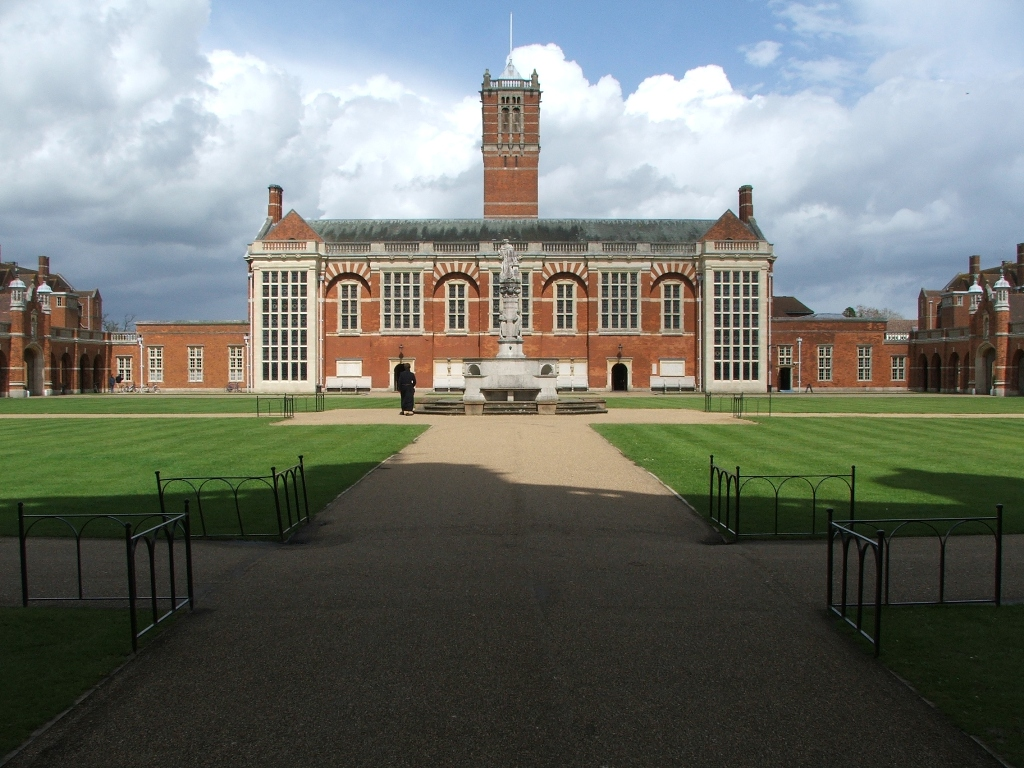
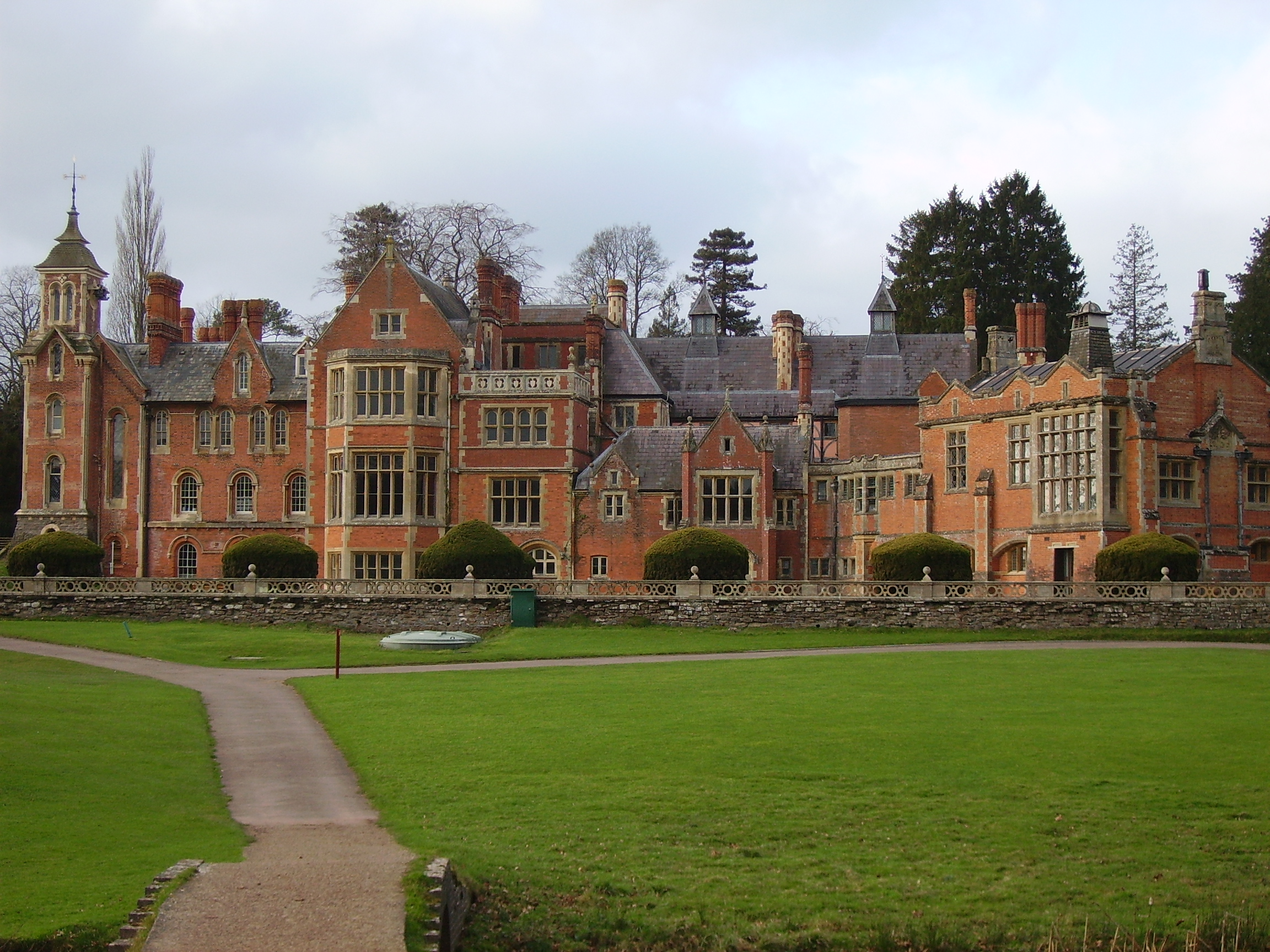
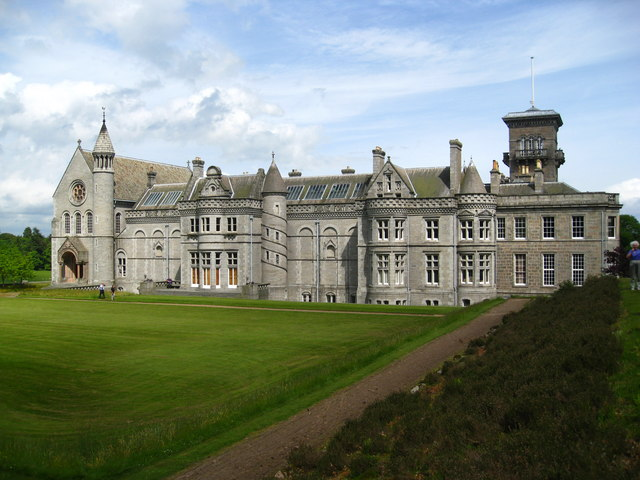
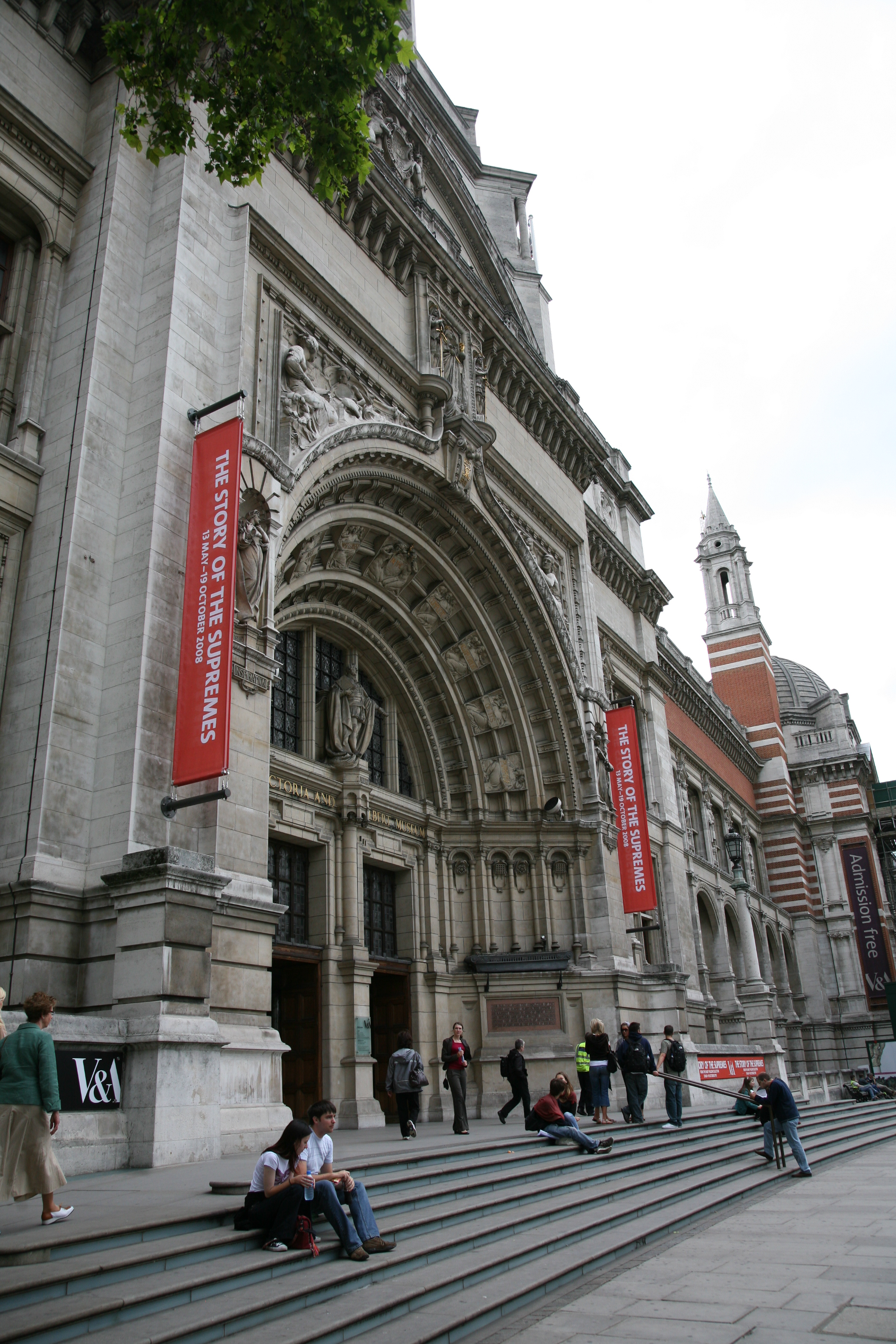
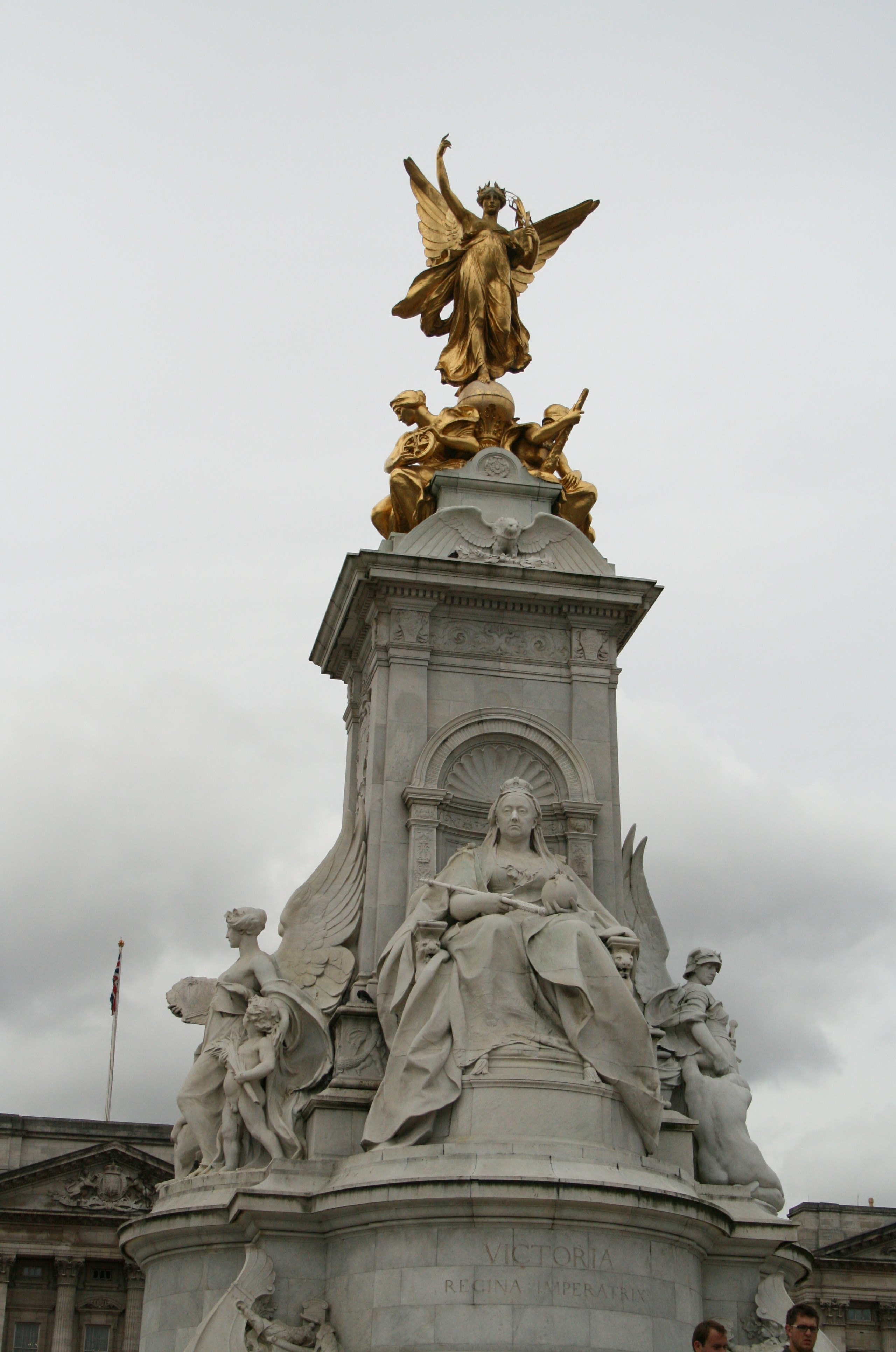
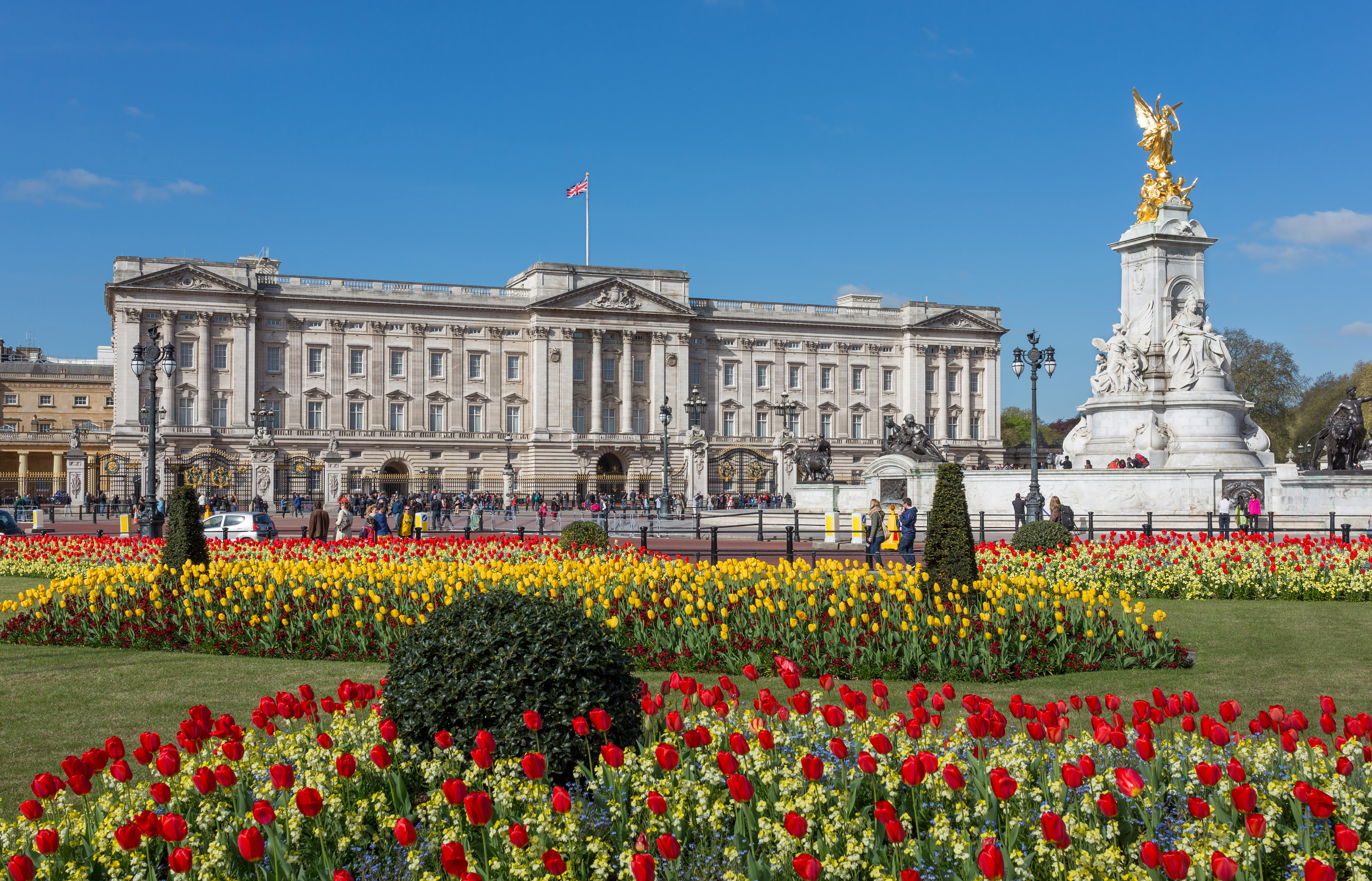
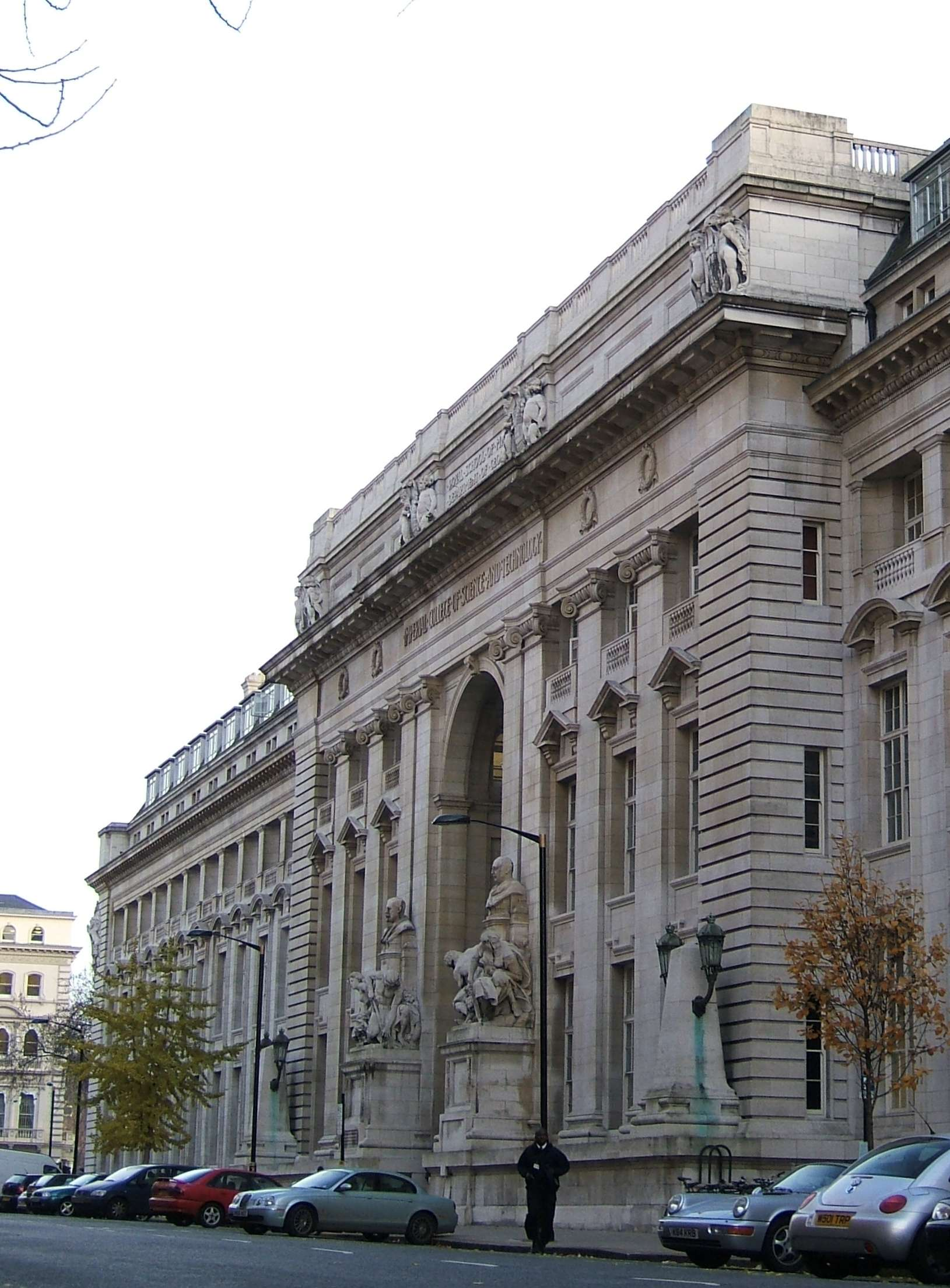